# Platybelus flagellatus
Platybelus flagellatus är en insektsart som beskrevs av Capener 1954. Platybelus flagellatus ingår i släktet Platybelus och familjen hornstritar. Inga underarter finns listade i Catalogue of Life.